# ZB26式輕機槍
ZB26式輕機槍（捷克語：Lehký kulomet vz. 26）是捷克國營兵工廠所生產的一款轻机枪。
該槍外表最大特色是其20發裝彈匣安裝在機匣上方，這令其瞄準基線要移向彈匣左側；輪型表尺也是其外貌特徵之一。
ZB26顯見的另一項特點是快拆槍管，其槍管上的提把不單方便更換槍管同時也方便持槍。
該槍曾廣銷各国，當中英國更採購其設計重製成布倫輕機槍，而後德國吞併捷克斯洛伐克後改稱之為MG26 (t)輕機槍（t是指捷克）。

## 研發沿革
捷克斯洛伐克在1921年起決定研發適合本國的輕兵器，在本型武器問世前，捷克採購多款外國的輕兵器以研思本國需要的最適構型；包括法國貝蒂埃步槍、德爾納機槍、霍奇克斯M1914重機槍、聖艾蒂安M1907中型機槍、美國白朗寧自動步槍、丹麥麥德森輕機槍等武器。在研發案當中有件代號「布拉格II」（Praha II），是由烏爾斯基·布羅德兵工廠及捷克國營兵工廠布拉格廠合作之輕量級彈鏈供彈武器。1923年該研究案啟動時，布拉格廠只是間規模比較小的武器生產廠，受限於工業產能因此決定走精密度較高的全自動武器研發方針；布拉格廠所屬的工程師瓦克拉夫·哈力克與他的兄弟伊曼紐爾·哈力克與兩位波蘭籍工程師助手在1年內完成了布拉格II計畫原型樣槍，原型槍代號布拉格vz. 24。但才沒過多久，因布拉格廠陷入財務危機，哈力克兄弟就被排除在槍枝設計團隊外，烏爾斯基·布羅德兵工廠收購布拉格廠後繼續改良vz. 24機槍，布拉格II也被布拉格I-23（Praha I-23）所取代，原本的彈鏈供彈設計被更改為彈匣供彈，並解決一些技術問題；雖然在法律上有部份問題尚未解決，但該款新型輕機槍在1926年底已開始量產，1928年進入捷克陸軍服役，代號ZB vz. 26。後來推出的改良版稱為ZB vz. 30
ZB vz. 26的理論射速為500發／分鐘，野戰操作實際射速約為每分鐘180發／分鐘，槍管在持續射擊約200發後就要更換。
捷克陸軍除了將ZB vz. 26配發給步兵單位外，也普遍裝設在Škoda公司製裝甲車上，捷克國營兵工廠提供各種口徑版本供客戶挑選（最暢銷的版本是7.92×57公厘毛瑟口徑）；從1926年底量產至1939年納粹德國併吞捷克控制武器出口之前，捷克本國一共生產了145,000挺ZB vz. 26／vz. 30，其中主要產品為vz. 26，計生產12萬挺，留存資料顯示這些機槍被賣到世界上的24個國家，主要客戶包括玻利維亞、保加利亞、南斯拉夫王國、土耳其及中華民國。
纳粹德国并吞捷克斯洛伐克之后，德意志國防軍使用繼承自捷克軍隊的ZB vz. 26輕机枪，并改名为MG 26(t) (Tschechisch，即德语中「捷克」的意思）。作为轻机枪，其功能与MG34相近。二战初期，武装党卫队无法通过正常渠道获得列装德意志國防軍的武器，于是大量採用7.92×57毫米毛瑟口徑的ZB vz. 26机枪。英国和ZB的工程师在ZB vz. 26的基础上设计了在西方盟国间远近闻名的布倫輕機槍。中華民國也引进了大量ZB vz. 26机枪，根据ZB工厂记录，1927到1939年间中国一共进口了30,249挺ZB vz. 26机枪。中国本土仿造的ZB vz. 26机枪更是不计其数。这种机枪在中華人民共和國立國後繼續使用到韓戰甚至更后期。第一次印度支那战争期间，越盟游击队和越南人民军都使用了ZB vz. 26机枪。

## ZB26在中國

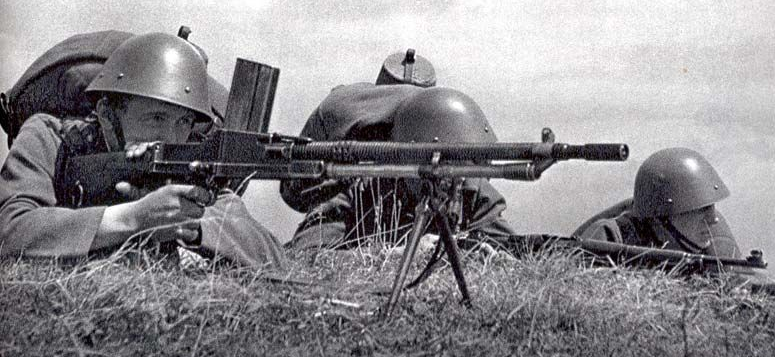
使用ZB26輕機槍和VZ24步槍的捷克斯洛伐克士兵

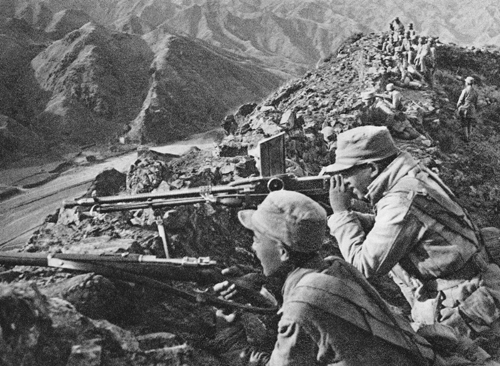
使用ZB26的國民革命軍第十八集團軍士兵，攝於1941年

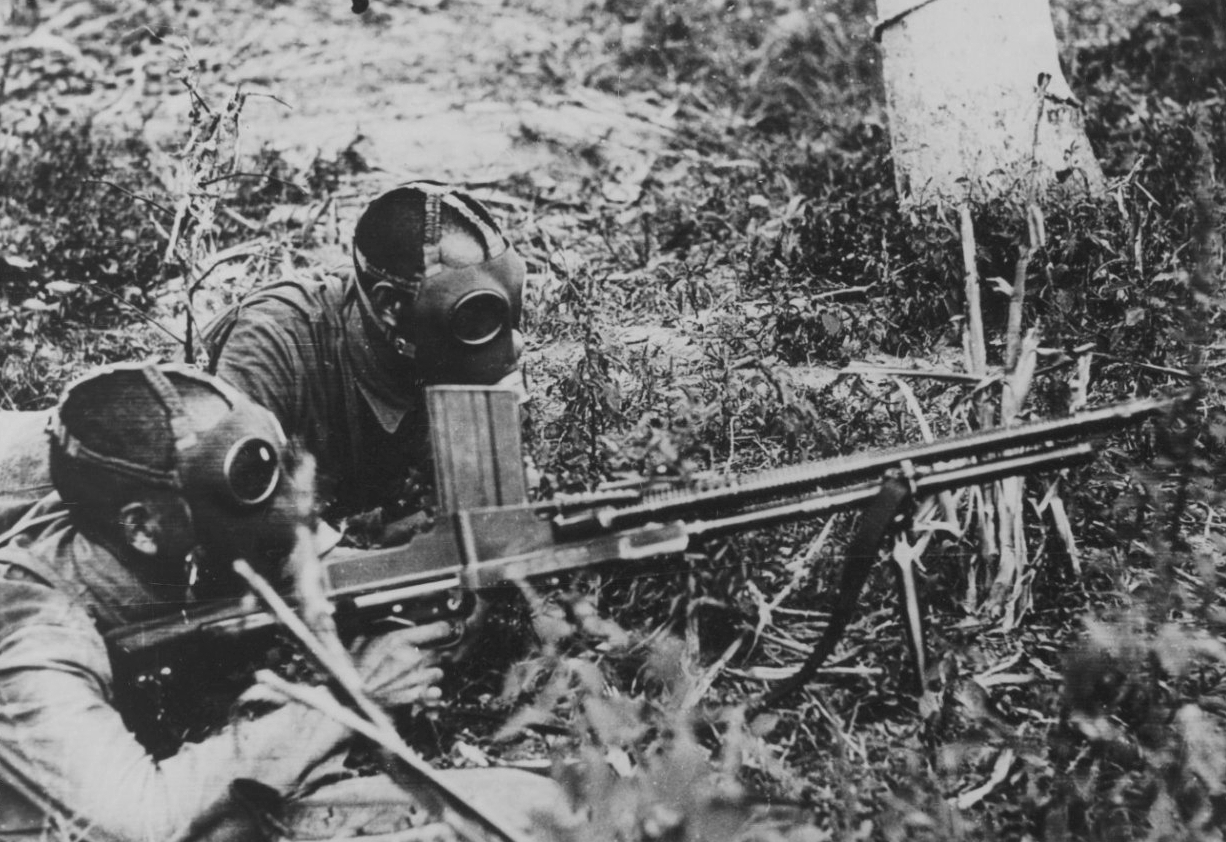
第三次長沙會戰中戴防毒面具使用ZB26的國民革命軍士兵

ZB vz. 26在中國市場可謂生得逢時，在1918年後西方國家達成協議對中國各地政府實施武器禁運政策，該政策直到1928年南京國民政府設立後才告廢除，1927年問世的ZB vz. 26以最新銳武器的形象投入中國軍火市場，且傳統歐美大廠當時並無該量級武器可供競爭，使得ZB vz. 26近乎以獨佔狀況據有中國輕機槍市場，從1920年代末期的戰場起廣泛在中國戰場使用，成為中國戰場參戰部隊的代表形象武器之一，無論是哪個陣營的步兵都喜愛用這把武器對抗敵軍；捷克方面的資料統計到1939年禁運前，輸出中國各使用者的ZB vz. 26的原廠槍總計有32,272挺，在中國稱呼此槍為“捷克式輕機槍”，簡稱“捷克式”、“捷克造”。
由於ZB vz. 26品質好、且適合單兵操作，很快地就有中國的兵工廠以逆向工程仿造，首挺仿造的ZB vz. 26在1927年的大沽造船廠問世，後續參與廠商絡繹不絕，已知者包括廣東兵工廠（1935年）、太原兵工廠（1935年）及浙江鐵工廠（1938年）。但逆向工程受制於測繪精準度、機床生產公差、鋼料選擇及加工工藝，每間廠商原始供應上游不同，導致各廠產出除了外觀外，在機械可靠度與零件互換等基礎性能都不成氣候。南京國民政府在1934年決定未來步兵用輕機槍將全面換裝ZB vz. 26後，由兵工署在1934年藉赴捷克監造槍枝之際確定生產公差細節參數，並由兵工署統一繪製生產圖紙交付國民政府所轄兵工廠製造，原預定1935年起開始製造，但南京國民政府下屬廠商在1937年第二次中日戰爭爆發前均未產出仿製槍，理由是無法掌握製槍所需專業金屬加工技術，無法確保耐用精度有原廠水準。
在1937年戰爭爆發致使全國兵工廠內遷四川後，兵工署將21兵工廠（金陵兵工廠）接收20兵工廠下屬輕機槍廠、重慶武器修理所，配合原先廠內設備在1939年起量產捷克造輕機槍；41兵工廠（原廣東兵工廠）遷入四川恢復生產後也繼續捷克造輕機槍生產；在中日戰爭中設立的53兵工廠則自1941年起生產捷克造輕機槍。國府下轄的三個廠中53廠產能最大，但受限於技工水準使得槍枝品質最差；21廠則在兵工署及廠內技工的技術研究下改變製程，機匣以鍛造成粗胚後精細加工的方式節省原料（傳統製程以鋼料切削，修改製程可節省約1/3的鋼料消耗），生產精度也可達成零件標準化互換。除了國府直轄廠家外，浙江鐵工廠生產的捷克式以簡化工序較為知名，該廠生產者其導氣管和導氣桿由圓形橫切面改為方形，但其它性能並無特別出色之處。ZB vz. 26在國軍內的主要問題在多廠生產相同武器卻無法互換零件，這對前線單位帶來相當程度上的運用問題，這類問題只能依靠中央修械所的游修部隊在前線實施較徹底的野戰修護下稍作解決。
國民政府採購的ZB vz. 26使用彈藥與中正式步槍相同，為1920年代後出現的7.92×57公厘毛瑟尖彈；除了可由單兵手持的靈活運用外，槍彈可在500公尺內保證擊倒目標，輕機槍具備的兩腳架與伏射技巧等受日軍高度忌憚，也讓最前線的日軍收到重大损失。
從日軍戰後的紀錄片與裝備清單觀察，日軍對ZB vz. 26抱持高度肯定，甚至以「無故障機關槍」形容，顯示對此武器之敬畏。戰場上士兵繳獲的ZB 26多半會保留使用，因此官方標準配備之大正十一式輕機槍會與捷克機槍（チェッコ機銃，日本軍人對ZB vz. 26的稱呼）同時在部隊中出現；日軍後來也仿製出日規ZB vz. 26：九六式（6.5mm）和九九式（7.7mm），在二戰後開發的住友62式7.62公釐機槍長行程活塞瓦斯機構有部分仍借鑑ZB vz. 26設計。
當1950年，韓戰爆發，中國人民志願軍也帶著ZB26入朝參戰，中國民兵則一直使用ZB26至1980年代，由於當時中華人民共和國境內早已停產 7.92×57毫米毛瑟彈，因此部份ZB26被改膛至相容AK的7.62×39毫米M43子彈和彈匣。後來該槍從軍隊退下後被改造成拍戲用道具槍，以至在中國大陸的電影或電視劇都經常出現使用AK彈匣的ZB26。

## 使用國家

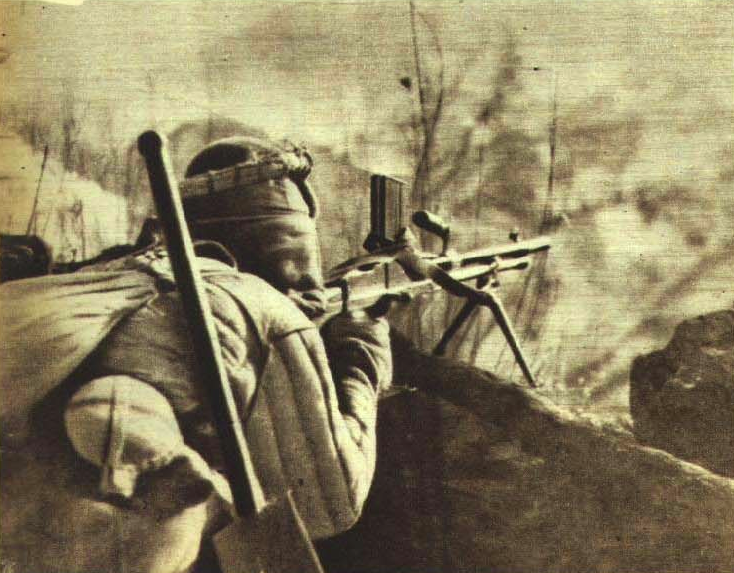
韓戰時用ZB26向聯合國軍開火的中國人民志願軍士兵

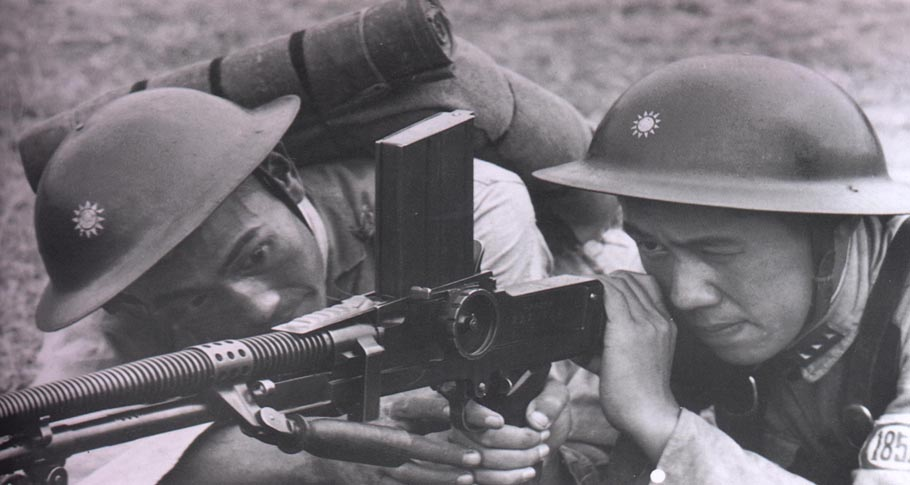
淞滬會戰中使用ZB26的國民革命軍士兵

- 阿富汗
- 玻利维亚
- 保加利亞王國
- 中華民國（中華民國大陸時期與中華民國臺灣時期）
- 中华人民共和国
- 克羅埃西亞獨立國
- 捷克斯洛伐克
- 印度尼西亞
- 伊朗
- 以色列
- 納粹德國
- 大日本帝国（繳獲自国民革命军）
- （第二次中日戰爭期間由韓國光復軍使用）
- 立陶宛
- 马来西亚
- 滿洲國
- 秘魯
- 菲律賓（二戰期間由遊擊隊使用）
- 羅馬尼亞
- 斯洛伐克
- 西班牙
- 苏联：二戰期間從軸心國軍手上繳獲使用。

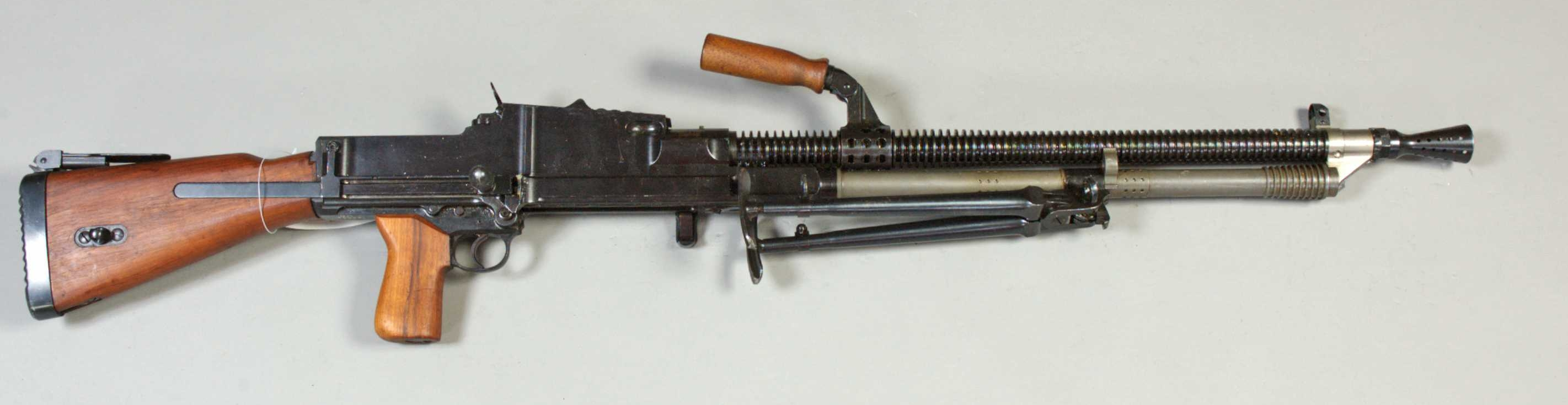
ZB vz 39

- 瑞典
- ZB vz 39
- 土耳其
- 越南民主共和国（越南戰爭期間通過中國軍援獲得）
- 英國（布倫輕機槍）
- 南斯拉夫

## 相關相片

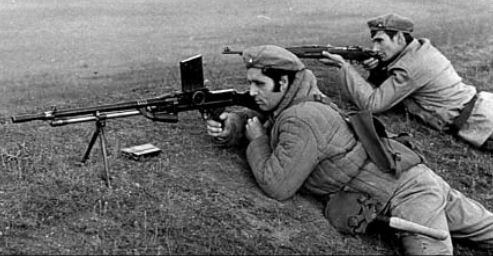
羅馬尼亞愛國衛隊使用ZB30輕機槍
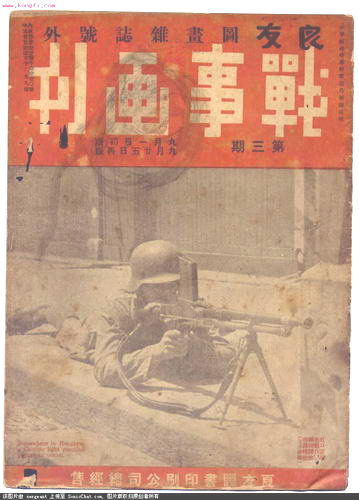
中國國民革命軍士兵與ZB26捷克式輕機槍
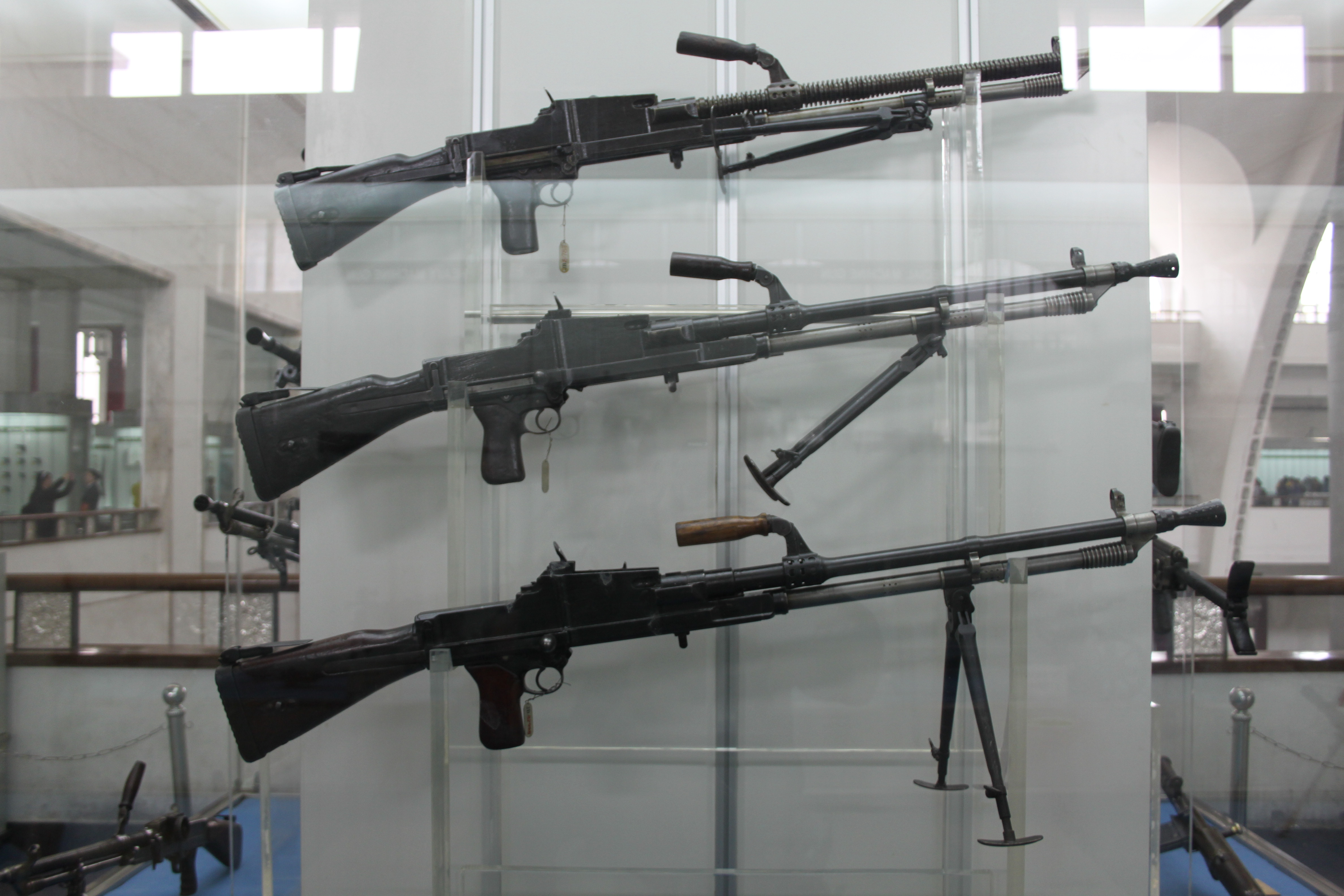
在北京軍事博物館展出的ZB26輕機槍
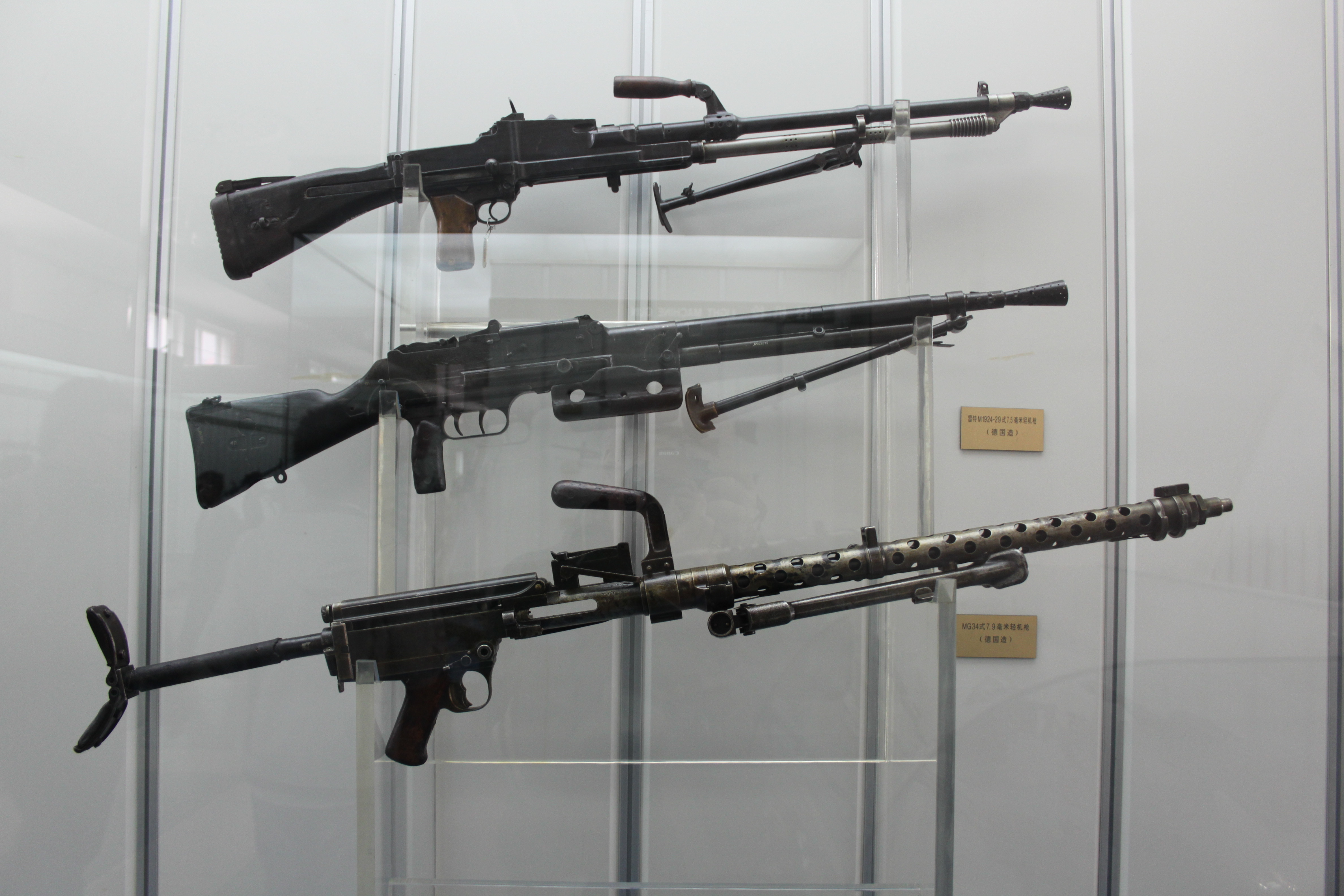
三種曾在抗戰時用於中國軍隊的機槍：ZB26（上）、FM-24/29（中）和MG13（下）
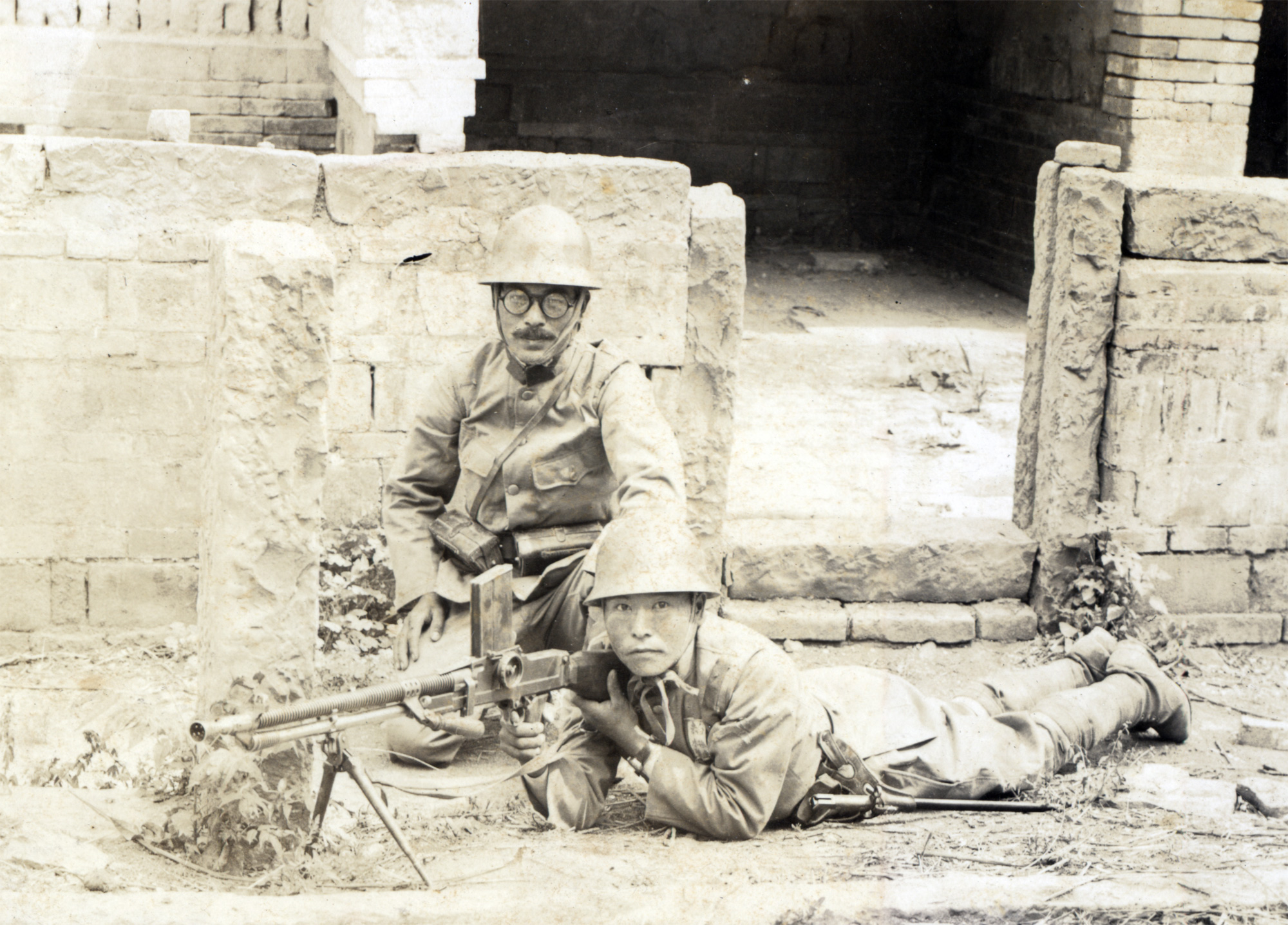
日軍也是ZB26的另一個主要使用者

## 流行文化

### 電子遊戲
- 2020年—《少女前線》
- 2021年—《應徵入伍》

## 外部連結
- 百戰榮光-捷克式輕機槍 （页面存档备份，存于）
- ZB26: The Best of the Light Machine Guns （页面存档备份，存于）
- Shooting the ZB-26: A Jewel of an Interwar Light Machine Gun （页面存档备份，存于）

## 註譯
1. ↑  ZB是代表捷克國營兵工廠所，vz則是代表式的意思